# Mojtaba Karimfar
Mojtaba Karimfar ((en persa: مجتبی کریمفر‎; Andimeshk, Provincia de Juzestán, 8 de diciembre de 1987) es un luchador iraní de lucha grecorromana. Compitió en Campeonato Mundial en 2014 clasificándose en la 14.º posición. Conquistó la medalla de bronce en Juegos Asiáticos y Campeonato Asiático de 2014. Tercero en la Copa del Mundo en 2015. Tercero en Campeonato Mundial Militar de 2013.